# Slír
A slír (vagy slir) speciális molassz. Sekélytengeri, gyakran glaukonitos homokkő (finomhomokos, agyagos aleurolit), mely sok ősmaradványt tartalmaz. A slír nem önálló kőzettípus, kizárólag a miocén korú, a Pannon-tenger közép- és nagymélységű üledékgyűjtőiben kiülepedő homokos agyagok és agyagos homokok összefoglaló neve. Nemzetközileg nem elismert név, csak a német geológiai iskola nevezéktanának része, amelynek alapján Magyarországon is használják, mivel a magyar geológiai kutatások a tudománytörténet kezdetén nagyban támaszkodtak a német eredményekre és nevezéktanra.
Magyarországon főleg az Északi-középhegység környezetében fordul elő, Eger mellett vannak a legismertebb feltárásai, például: szécsényi slír formáció. A palócok az apoka névvel illetik. Fontos szerepet játszott az oligocén szenek kialakulásában. A oligocén elején megjelenő tengerelöntés 100–150 méter vastag üledékkel fedte be a mocsaras, lápos területeket, így megfelelő körülményeket teremtve a szénképződésnek. Színe szürke, zöldesszürke, vastagsága 400–600 méter.
Alsó miocén első elemét az ipolytarnóci földtani bemutató területen slír alkotja. Itt a Pannon-tenger visszahúzódása a feltöltő munkát végző folyók üledéke fedte be. Amelyre aztán riolittufa hullott, így konzerválva az arra járó állatok nyomait. Az alsó-bádeni emeletben a Soproni-hegységben képződött slír, amely a feküjét képezi a középső- és felső-bádeniban ülepedő lajtamészkőnek.
A magyarországi előfordulásokban sokszor vulkáni kőzetek feküje, például a Börzsönyben.
Egyéb magyarországi slír formációk: 
- garábi slír formáció – középső miocén, kárpáti emelet
- putnoki slír formáció – középső miocén, kárpáti emelet
- tekeresi slír formáció – miocén

Slír található például az alábbi formációkban is:
- szilágyi agyagmárga formáció – miocén
- nógrádszakáli formáció – miocén